# Рока Чилие
Ро̀ка Чилиѐ (на италиански: Rocca Cigliè; на пиемонтски: Rocca Sijé, Рока Сийе) е село и община в Северна Италия, провинция Кунео, регион Пиемонт. Разположено е на 604 m надморска височина. Населението на общината е 159 души (към 2010 г.).